# 逃避行 (麻生よう子の曲)
「逃避行」（とうひこう）は、1974年2月21日に発売された麻生よう子のデビューシングル。

## 概要
100位以内には通算27週間ランクインし、14.8万枚のセールスを記録、麻生自身最大のヒット曲となる。1974年12月末に放映された「第16回日本レコード大賞」で最優秀新人賞を獲得した。

## 収録曲
- 両楽曲共に、作詞：千家和也／作曲：都倉俊一／編曲：馬飼野俊一

1. 逃避行
2. 泪は紅い

## 収録アルバム
- 「午前零時の鐘」
- 「DREAM PRICE 1000　麻生よう子 逃避行」
- 「エッセンシャル・ベスト 麻生よう子」